# Stjärnvind

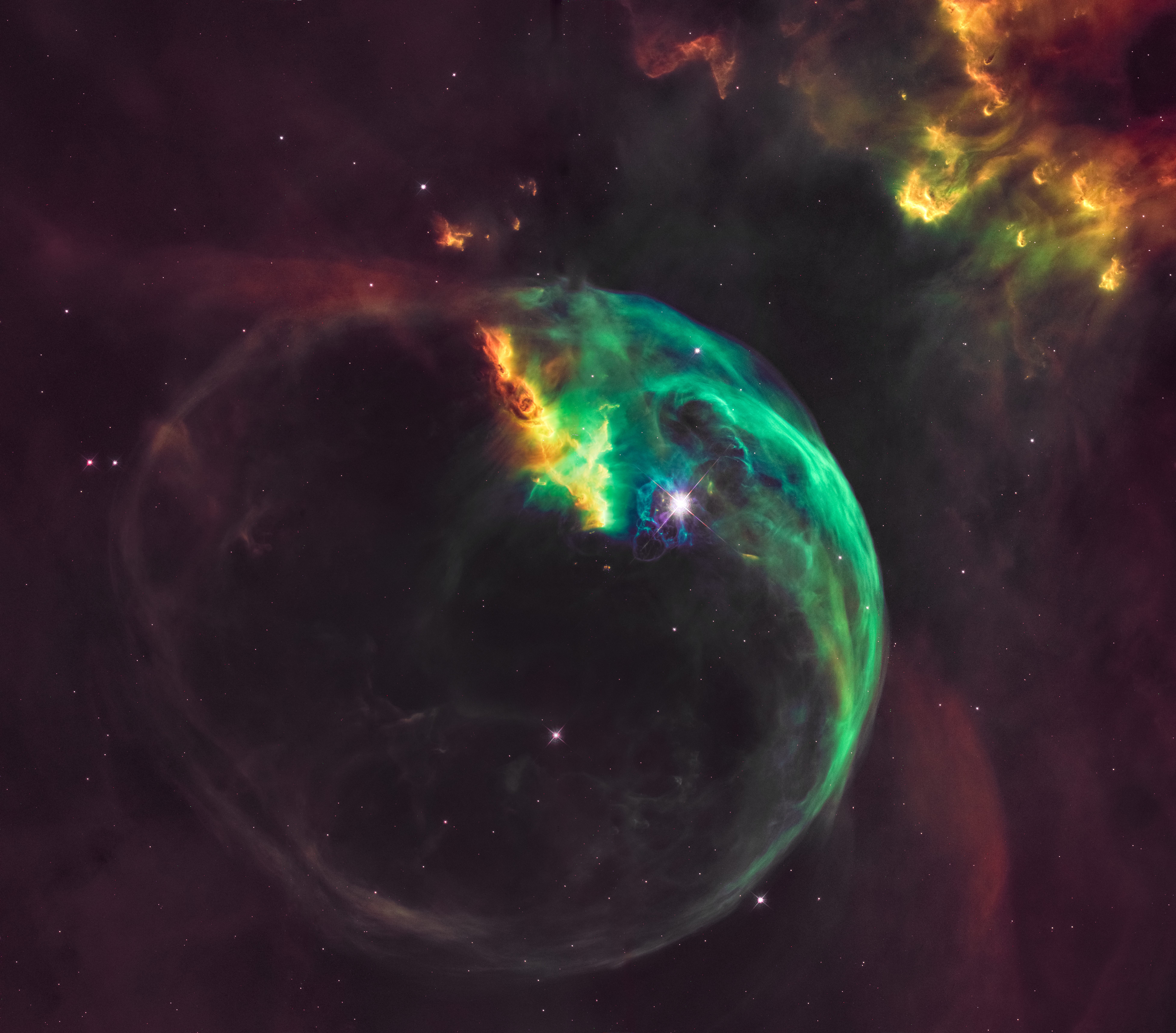
Nebulosan NGC 7635 bildas när stjärnvinden från stjärnan BD +60º2522 möter det interstellära mediet.

Stjärnvind är ett flöde av gas som kommer från en stjärnas övre atmosfär. Solens stjärnvind kallas för solvind.

### Fotnoter
1. ↑  ”Stjärnvind”. Nationalencyklopedin. http://www.ne.se/stj%C3%A4rnvind. Läst 20 september 2014.